# Дайган, Джон
Джон Дайган (в некоторых источниках непр. Дуиган, англ. John Duigan; род. 19 июня 1949, Хартли-Уитни) — австралийский кинорежиссёр, сценарист и продюсер. Наиболее известен по фильмам «Год, когда у меня ломался голос» и «Флирт».

## Биография
Джон Дайган родился 19 июня 1949 год в Англии и эмигрировал в Австралию, на родину отца, в 1961 году. Его сестра — романист  Вирджиния Дайган (жена режиссёра Брюса Бересфорда). Учился в Мельбурнском университете на факультете философии и истории, который закончил в 1973 году. Со школы увлекался театром, играл на сцене.  
Одной из главных тем в творчестве режиссёра были анализ социальной проблематики, «конфликт отцов и детей», «потерянного поколения», что вообще характерно для представителей так называемого «карлтонского кино», получившего это наименование по северному пригороду Мельбурна — Карлтон. Номинант Московского МКФ 1983 года. Обладатель главного приза Миланского МКФ за лучший фильм (2005).
Женат на актрисе вьетнамского происхождения Намми Ле (род. 7 декабря 1978 года).

## Фильмография

### Режиссёр
- 1975 — Человек фирмы / The Firm Man
- 1976 — Правонарушители / The Trespassers
- 1978 — Лицом к лицу / Mouth to Mouth
- 1979 — Димбола / Dimboola
- 1981 — Зима наших надежд / Winter of Our Dreams
- 1982 — Far East
- 1984 — Случайная связь / One Night Stand
- 1985 — Winners (телесериал, episode "Room to Move")
- 1987 — Вьетнам / Vietnam
- 1987 — Год, когда у меня ломался голос / The Year My Voice Broke
- 1987 — Окно в жизнь / Room to Move (TV-фильм)
- 1988 — Фрагменты войны: История Дэмиена Парера / Fragments of War: The Story of Damien Parer (ТВ)
- 1989 — Ромеро / Romero
- 1991 — Флирт / Flirting
- 1993 — Безбрежное Саргассово море / Wide Sargasso Sea
- 1994 — Сирены / Sirens
- 1995 — Путешествие Августа Кинга / The Journey of August King
- 1996 — Лидер / The Leading Man
- 1997 — Луговые собачки / Lawn Dogs
- 1999 — Молли / Molly
- 2000 — Паранойя / Paranoid
- 2001 — Надзиратель / The Parole Officer
- 2004 — Голова в облаках / Head in the Clouds
- 2011 — Помолвка / The Engagement
- 2012 — Небрежная любовь / Careless Love

### Сценарист
- 1971 — Bonjour Balwyn
- 1975 — The Firm Man
- 1976 — The Trespassers
- 1978 — Лицом к лицу / Mouth to Mouth
- 1981 — Зима наших надежд / Winter of Our Dreams
- 1982 — Far East
- 1984 — One Night Stand
- 1987 — Вьетнам / Vietnam
- 1987 — Год, когда у меня ломался голос / The Year My Voice Broke
- 1987 — Окно в жизнь / Room to Move (TV-фильм)
- 1988 — Династия грязной воды / The Dirtwater Dynasty
- 1988 — Фрагменты войны: История Дэмиена Парера / Fragments of War: The Story of Damien Parer (ТВ)
- 1991 — Флирт / Flirting
- 1994 — Сирены / Sirens
- 2000 — Паранойя / Paranoid
- 2004 — Голова в облаках / Head in the Clouds
- 2011 — Помолвка / The Engagement
- 2012 — Небрежная любовь / Careless Love
- Sight (в производстве)

### Продюсер
- 1975 — The Firm Man
- 1978 — Лицом к лицу / Mouth to Mouth
- 2011 — Помолвка / The Engagement
- 2012 — Небрежная любовь / Careless Love (исполнительный продюсер)